# Dudley Dursley
Dudley Dursley este un personaj fictiv din cărțile scrise de J.R. Rowlings. În ecranizările cărților, Dudley Dursley este interpretat de actorul Harry Melling.

## Descriere
Dudley este un băiat cu părul șaten, gras, cu ochi albaștri, cam prost pentru vârsta sa.
Dudley este fiul soților Dursley și este cel mai bun copil posibil (după părerea lor). Este răsfățat de părinții lui și nu are nici o grijă. Nu îl suportă pe Harry, așa că îl folosește pe post de sac de box. Are tot ce își dorește de pe lume, și nu acceptă ca la o zi de naștere a lui, să fie cu un cadou mai puțin decât anul trecut (vreo 30 de cadouri). Este alintat în toate felurile (Dudlicuț, Dudiț mic, Diți Dididum). Umblă cu gașca lui de golani și este bătăușul școlii, însă mereu părinții nu bagă în seamă pedepsele primite de profesori și zic că Dudley e cel mai cuminte copil posibil. Însă spre deosebire de Draco Reacredință (dușmanul lui Harry de la Hogwarts), Dudley este un băiat cuminte și sensibil.

## Familie
D
Dudley Dursley
P
Petunia Dursley
V
Vernon Dursley